# Rov
Rov je vrsta iskopa ili udubina u tlu. Svojim dimenzijama uglavnom ima veću dubinu nego širinu (suprotno kanalima i vododerinama) te je uzak u odnosu na svoju dužinu (suprotno rupama).

## Vrste rovova

### Geologija
U geologiji rovovi su prirodnog postanka i nastali su procesom erozije, djelovanjem ledenjaka ili pomicanjem tektonskih ploča. Kao primjer nastanka prirodnog rova može se smatrati Marijanska brazda u Tihom oceanu.

### Arheologija
U području arheologije metoda kopanja rovova koristi se kod iskapanja starih ruševina ili postupnog slojnog otkopavanja sedimentnih sijena kako bi se dobio uvid u bočni presjek same stijene. Prednosti korištenja ove metode u arheologiji su te što se njome rijetko oštete potencijalne iskopine dok su nedostaci ti što otkriva samo manju površinu ciljanog istraživanja.

### Građevinarstvo
Rovovi u građevinarstvu imaju vrlo važnu ulogu. Koriste se kako bi se pod zemlju postavile važne komunalne instalacije (poput vodovoda, plinovoda, električnih kabela, kanalizacije, telekomunikacijskih kabela i sl.). Također, kopanje rovova osnova je budućih temelja svakog objekta.

### Vojne svrhe
U vojnom smislu rov je objekt utvrđivanja uskog i dugačkog iskopa namijenjen za vatreno djelovanje, zaštitu, prikriveni promet i opskrbu vojnih jedinica. Oblik mu ovisi o namjeni, kategoriji i topografskom sklopu zemljišta. U širokom iskopu služi kao umjetna prepreka, primjerice proslasku neprijateljskih oklopnih vozila. Kopa se na borbenoj liniji, gotovo uvijek u tri ili četiri paralelne linije u dubini od oko 1,6 kilometara od prvog. Bio je vrlo važan dio vojnih djelovanja u Prvom svjetskom ratu dok se kasnije smanuje njegova uporaba. Posljednju veću uporabu rovova u ratnom sukobu povijest bilježi u Vijetnamskom ratu (poznati Tuneli Cu Chija).